# Kleiner Montiggler See

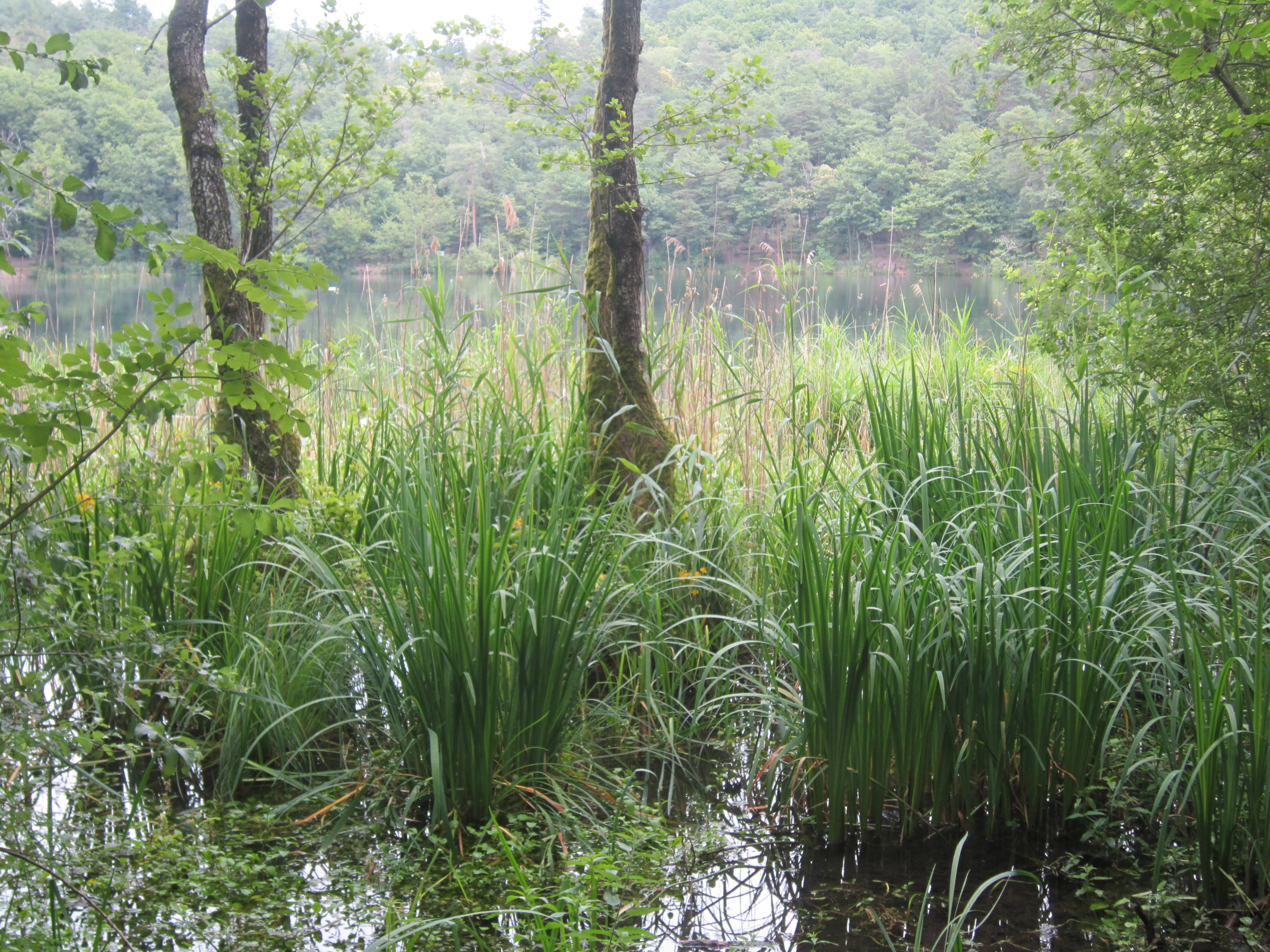
Schilfufer am Kleinen Montiggler See

Der Kleine Montiggler See (italienisch Lago Piccolo di Monticolo) befindet sich im Überetsch in Südtirol (Italien).

## Lage
Der See liegt auf 514 m Höhe im Montiggler Wald auf dem Mitterberg, nordöstlich von Montiggl, einer Fraktion der Gemeinde Eppan. Erreichbar ist er über mehrere Wanderwege aus verschiedenen Richtungen. Die nächstgelegene Zufahrtsstraße für Autos endet am Großen Montiggler See einige Hundert Meter südwestlich.

## Topographie
Der Kleine Montiggler See ist etwa 5,2 ha groß, seine Uferlinie ist 890 m lang. Mit einer mittleren Tiefe von 9,9 m (maximal: 14,8 m) fasst er ein Volumen von ca. 500.000 m³. Das Einzugsgebiet des Sees ist ca. 1,25 km² groß.
In den wasserreichen Jahreszeiten wird er durch einen kleinen Bach zum Großen Montiggler See hin entwässert.

## Ökologie
Der Kleine Montiggler See wird als meso- bis eutroph eingestuft. Der große Nährstoffgehalt ergibt sich aus vier Faktoren: einer hohen natürlichen Belastung (etwa Laub, Staub), dem sehr geringen Wasseraustausch, der Beckenform des Sees mit steilen Wänden und ausgedehnter Tiefenzone sowie der starken menschlichen Nutzung. Als Schutzmaßnahme wird seit 1979 periodisch Tiefenwasser abgepumpt. 
Analysen der Wasserqualität in Hinblick auf eine Eignung als Badesee erbrachten sehr gute Ergebnisse.

## Menschliche Nutzung
Das Gebiet der Montiggler Seen dient als stark besuchtes Naherholungsgebiet. An der Westseite des Kleinen Sees befinden sich ein kleines Gasthaus und ein Badebetrieb.